# Crique Karouabo
Crique Karouabo är ett vattendrag i Franska Guyana (Frankrike). Det ligger i den norra delen av landet, 60 km nordväst om huvudstaden Cayenne.